# Помарико
Пома̀рико (на италиански: Pomarico) е малко градче и община в Южна Италия, провинция Матера, регион Базиликата. Разположено е на 458 m надморска височина. Населението на общината е 4207 души (към 2012 г.).